# West Swanzey
West Swanzey és una concentració de població designada pel cens del Comtat de Cheshire (Nou Hampshire) Estats Units d'Amèrica.

## Demografia
Segons el cens dels Estats Units del 2000 West Swanzey tenia 1.118 habitants, 485 habitatges, i 304 famílies. La densitat de població era de 169,3 habitants per km².
Dels 485 habitatges en un 29,7% hi vivien nens de menys de 18 anys, en un 44,1% hi vivien parelles casades, en un 14,6% dones solteres, i en un 37,3% no eren unitats familiars. En el 30,9% dels habitatges hi vivien persones soles el 12,6% de les quals corresponia a persones de 65 anys o més que vivien soles. El nombre mitjà de persones vivint en cada habitatge era de 2,31 i el nombre mitjà de persones que vivien en cada família era de 2,83.
Per edats la població es repartia de la següent manera: un 23,3% tenia menys de 18 anys, un 7,7% entre 18 i 24, un 31,5% entre 25 i 44, un 22,8% de 45 a 60 i un 14,7% 65 anys o més.
L'edat mediana era de 37 anys. Per cada 100 dones de 18 o més anys hi havia 87,1 homes.
La renda mediana per habitatge era de 33.194 $ i la renda mediana per família de 47.159 $. Els homes tenien una renda mediana de 26.728 $ mentre que les dones 25.388 $. La renda per capita de la població era de 18.403 $. Entorn del 9,9% de les famílies i el 10,6% de la població estaven per davall del llindar de pobresa.

## Poblacions properes
El següent diagrama mostra les poblacions més properes.